# Egyptische cijfers
Het systeem van Egyptische cijfers was een talstelsel dat gebruikt werd in het oude Egypte. Het is een decimaal systeem, geschreven in zowel Egyptische hiërogliefen als Hiëratisch schrift.

## Getallen en nummers
De volgende hiërogliefen werden gebruikt om machten van tien weer te geven:
| Z1 |

| Z1 |

| V20 |

| V20 |

| V1 |

| V1 |

| M12 |

| M12 |

| D50 |

| D50 |

| I8 |

| I8 |

| C11 |

| C11 |
Veelvouden van deze waarden werden weergegeven door symbolen zo vaak als nodig te herhalen. Een gravering in steen uit Karnak toont het nummer 4622. Egyptische hiërogliefen konden in beide richtingen (en zelfs verticaal) worden geschreven. Dit voorbeeld is van links naar rechts geschreven en van boven naar beneden. Op de originele gravering is dit van rechts naar links, dus de tekens zijn in dit geval omgekeerd.

## Breuken
Rationale getallen konden ook worden weergegeven, maar alleen als optellingen van breuken met 1 als teller, oftewel optellingen van inversies van gehele getallen. Zo werd 2/5 geschreven als 1/3 + 1/15. Deze notitie wordt Egyptische breuk genoemd. De enige uitzonderingen hierop waren 2/3 en 3/4.
De hiëroglief die een breuk aangaf, lijkt op een mond, en betekent "deel":
| D21 |

| D21 |

Deze 'mond' werd gebruikt als deelstreep, de teller was 1, en de noemer was het positieve getal dat onderaan werd geschreven. Dus, 1/3 werd geschreven als:
| D21 · Z1 · Z1 · Z1 |

| D21 · Z1 · Z1 · Z1 |

Er waren speciale symbolen voor 1/2 en voor twee breuken met een andere teller dan 1, namelijk 2/3 (vaak gebruikt) en 3/4 (minder vaak gebruikt):
| Aa13 |

| Aa13 |

| D22 |

| D22 |

| D23 |

| D23 |

Als de noemer te groot werd, dan werd de 'breukstreep' simpelweg boven het eerste deel geschreven:
| D21 · V1 · V1 · V1 | V20 · V20 · V20 · Z1 |

| D21 · V1 · V1 · V1 | V20 · V20 · V20 · Z1 |

## Optellen en aftrekken
Voor plus- en mintekens werden de volgende hiërogliefen gebruikt:
| D54 |

| D54 |

| D55 |

| D55 |

als de voeten in de schrijfrichting wezen moest er worden opgeteld, anders afgetrokken

## Geschreven getallen
Naast het hierboven beschreven talstelsel konden getallen in de oude Egyptische taal ook als woorden worden uitgeschreven, net zoals men in het Nederlands "dertig" kan schrijven in plaats van 30. "Dertig" werd bijvoorbeeld geschreven als
| Aa15 · D36 | D58 |

| Aa15 · D36 | D58 |

maar het getal 30 als volgt:
| V20 | V20 | V20 |

| V20 | V20 | V20 |

Dit was echter zeldzaam voor andere getallen dan een en twee.

## Hiëratische getallen
Aangezien de meeste administratieve teksten op papyrus werden geschreven, en niet werden gegraveerd in steen (zoals hiërogliefische teksten), gebruikt de grote meerderheid van teksten die Egyptische getallen bevatten, het hiëratisch schrift. Voorbeelden van getallen geschreven in het hiëratisch kunnen worden gevonden in teksten uit de tijd van de Proto-dynastieke Periode. De Abusir papyri uit het Oude Rijk vormen een bijzonder belangrijke verzameling teksten waarin hiëratische getallen werden gebruikt.
Er wordt vaak gedacht dat het hiëratische schrift een ander talstelsel gebruikte, met aparte tekens voor de cijfers 1 tot 9, veelvouden van 10 van 10 tot 90, de honderdtallen van 100 tot 900 en de duizendtallen van 1000 tot 9000. Een groot getal als 9999 kon op deze manier dus worden geschreven met slechts vier cijfers door de tekens van 9000, 900, 90 en 9 te combineren. Hier zouden anders 36 hiërogliefen voor nodig zijn.
Dit verschil was echter grotendeels schijn, aangezien deze zogenaamde "aparte tekens" in feite slechts ligamenten (samengevoegde symbolen) waren. In de oudste hiëratische teksten werden de getallen nog duidelijk apart geschreven, maar gedurende het Oude Rijk ontwikkelden zich een aantal standaard groeperingen van de getallen. Deze groeperingen werden steeds verder gesimplificeerd, opdat ze sneller konden worden genoteerd. Deze ontwikkeling zette zich ook voort in het Demotische schrift, maar het is incorrect om hier te spreken van een ander getalsysteem.